# Pic del Clot d'Espós
El Pic del Clot d'Espós és una muntanya de 2.655 metres que es troba entre els municipis de la Vall de Boí i de Vilaller, a la comarca de l'Alta Ribagorça.